# 2,4′-Bipyridin
2,4′-Bipyridin ist eine heterocyclische chemische Verbindung mit der Summenformel C10H8N2. Sie besteht aus zwei Pyridinringen, bei der die 2-Position des einen Rings mit der 4-Position des zweiten Rings verknüpft ist und gehört zur Gruppe der Bipyridine.

## Vorkommen
2,4′-Bipyridin wurde in Tabak und Tabakrauch nachgewiesen.

## Darstellung
2,4′-Bipyridin kann durch eine Negishi-Kupplung aus 2-Brompyridin und 4-Brompyridin hergestellt werden. Hierzu wird 2-Brompyridin zunächst mit n-Butyllithium lithiiert und unter Zugabe von Zinkchlorid zum Zinkorganyl transmetalliert. Als Katalysator zur Kupplung dient ein Palladiumkomplex mit Triphenylphosphanliganden.
Des Weiteren fällt es in geringen Mengen als Nebenprodukt bei der Synthese anderer Bipyridine an, beispielsweise bei der Herstellung von 4,4′-Bipyridin aus Pyridin mit Lithiumdiisopropylamid und HMPT.

## Eigenschaften
2,4′-Bipyridin ist bei Raumtemperatur ein weißer bis gelber Feststoff, der bei 64 °C schmilzt.

## Verwendung
Durch Reduktion kann 2,4′-Bipyridin zur Herstellung von 4-(2-Pyridyl)piperidin genutzt werden, das als Ausgangsstoff für weitere Synthese eingesetzt kann. Hierzu wird zunächst das N-Oxid gebildet und anschließend an Palladium mit molekularem Wasserstoff reduziert.
Auch zur Synthese von 2,2′:4′,2′′:6′′,2′′′-Quaterpyridin kann es verwendet werden.